# Rugby à XIII
Ne doit pas être confondu avec Jeu à XIII, appellation administrative française caduque
Le rugby à XIII , appelé rugby league dans les pays anglophones, est un sport collectif opposant deux équipes de treize joueurs qui se disputent un ballon ovale dans un stade. L'objectif est de marquer plus de points que son adversaire, soit à la main en marquant des essais, soit au pied en marquant des pénalités ou des transformations.
Née en 1895 à Huddersfield, dans le Yorkshire, à la suite d'une scission des clubs du Nord de l'Angleterre avec la Rugby Football Union (Fédération de Rugby à XV), la Rugby Football League (Fédération de Rugby à XIII) a codifié un nouveau jeu de rugby à treize joueurs à partir de 1906, puis plus tard s'est dotée d'une fédération internationale, l'International Rugby League (anciennement International Board) en 1948. Le rugby à XIII est un sport très pratiqué en Angleterre, Australie, Nouvelle-Zélande et Papouasie-Nouvelle-Guinée, mais également en France et dans les îles du Pacifique. Il en existe également une pratique plus confidentielle dans plus de quarante pays (Europe, Amérique, Afrique du Sud, Moyen-Orient).
Le calendrier est dominé par deux types d'épreuves : celles concernant les clubs (ou franchises) et celles des équipes nationales. La Coupe du monde est l'épreuve internationale la plus prestigieuse suivie, à une époque, du Tournoi des Quatre Nations ; néanmoins, ce dernier est organisé selon une périodicité irrégulière. Un autre évènement domine la scène internationale, celui des « Ashes », une série de rencontres entre l'Australie et l'Angleterre. D'organisation irrégulière, ce tournoi n'en remporte pas moins un grand succès. 
La Coupe du monde a lieu tous les quatre ou cinq ans depuis 1954 et le tenant du titre est l'Australie. Pour les clubs, deux compétitions sont prédominantes : d'une part la National Rugby League en Australie et en Nouvelle-Zélande et d'autre part la Super League en Angleterre et en France.
Moins associé aux classes sociales privilégiées que son homologue à quinze joueurs, le rugby à XIII est de plus un sport dont la relative faible médiatisation donne parfois lieu à controverse.

## Histoire

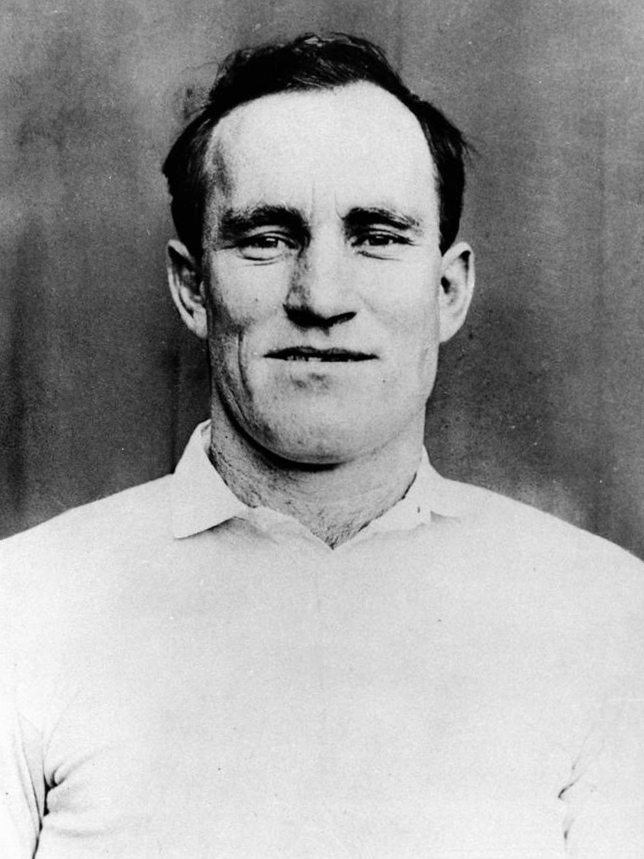
Dally Messenger.

Le rugby à XIII est né à Huddersfield, dans le Yorkshire, en 1895, d'une sécession au sein de la Rugby Football Union. La base de la scission était la compensation des heures de travail perdues par les joueurs (entraînements, matchs, transport ferroviaire…), la plupart de condition ouvrière, ce que les clubs du sud de l'Angleterre, et Londres en particulier, refusaient. Les clubs du nord de l'Angleterre sont à l'origine de cette évolution. Le lundi 29 juillet 1895, vingt clubs du Yorkshire et du Lancashire décident de payer le manque à gagner (six shillings) à leurs joueurs. Réunis le jeudi 29 août au George Hotel d'Huddersfield, ils font sécession et créent une fédération autonome, la Northern Rugby Football Union (qui deviendra, en 1922, la Rugby Football League). Le samedi 7 septembre démarre une compétition à dix matchs. Le nombre de joueurs n'est cependant passé de 15 à 13 qu'en 1906.
Alors que le XV français est banni par le Board anglo-saxon du Tournoi des Cinq Nations (de 1931 à 1947) pour « violence » et « amateurisme marron » (shamateurism, selon les Britanniques), les treizistes d'outre-Manche estiment que la période est propice à l'envoi d'un corps expéditionnaire sur le continent. Avec l'appui de contacts locaux dont des journalistes et d'éventuels sponsors réunis par Jean Galia (homme d'affaires en devenir et quinziste en rupture avec sa fédération), ils organisent un match-démonstration : Angleterre-Australie, le 31 décembre 1933 au stade Pershing à Paris. À la suite de cet événement fondateur, Jean Galia constitue une sélection de rugbymen français désireux de faire une tournée d'initiation en Angleterre. Cette formation est appelée « les Pionniers » (ou Galia's Boys par les Anglais).

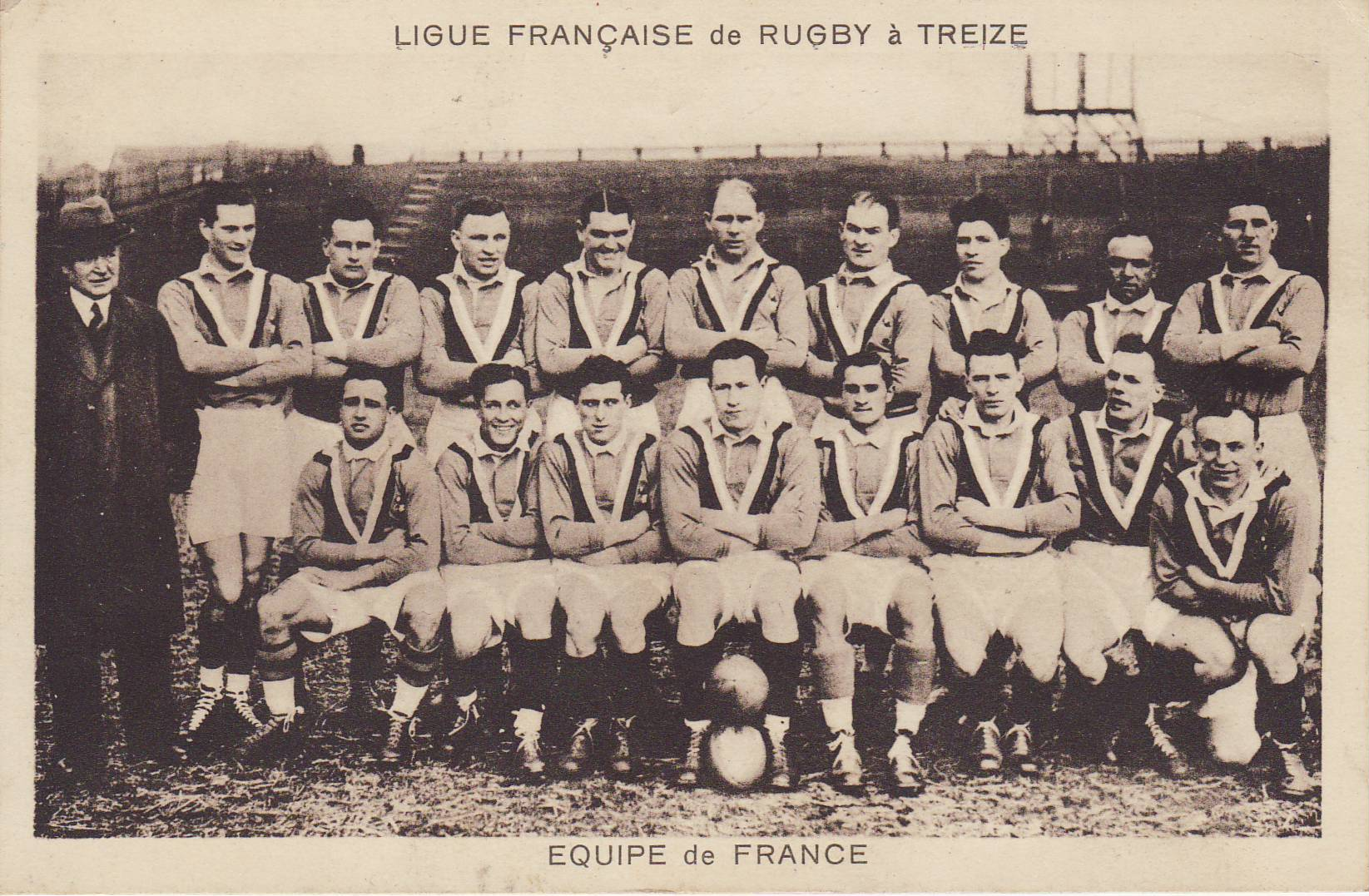
Photo des Pionniers en 1934.

La Ligue française de rugby à XIII naît le 6 avril 1934. Dès septembre débute le championnat initial comprenant dix équipes : SA Villeneuve-sur-Lot, Albi XIII, Bordeaux XIII, SO Béziers, XIII Catalan (Perpignan), Côte Basque (Anglet-Bayonne), RC Roanne, US Lyon-Villeurbanne, Pau XIII et Paris XIII. Lors de l'immédiat avant-guerre, ce jeune sport connaît un engouement particulier favorisé tant par la situation pénible du XV et la conversion d'une partie de la presse et de la classe politique que par son propre dynamisme. La sélection nationale joue son 1er match international le 15 avril 1934, en France, au Stade Buffalo à Montrouge (banlieue sud de Paris) contre l'Angleterre. En 1939, elle remporte la Coupe d'Europe des nations devant l'Angleterre et le pays de Galles.
Tant l'extrême violence de plusieurs rencontres de rugby à XV en France que la suppression des relations entre le rugby à XV britannique et français (due à l'amateurisme marron existant dans de nombreux clubs quinzistes français) font que la FFR XV voit ses effectifs diminuer très fortement : elle périclite de 784 clubs en 1930 à 663 en 1934 et 558 en 1939. De nombreux clubs quinzistes ont purement et simplement arrêté le rugby et de nombreux autres rejoignent le rugby à XIII.
Le régime pétainiste de Vichy et les rancunes quinzistes interdiront le rugby à XIII pendant l'occupation allemande. Il faudra attendre la Libération d'une grande partie de la France et le 17 septembre 1944 pour que la Ligue française de rugby à XIII renaisse à Toulouse. Ralliée à l'amateurisme, c'est à son congrès d'Arcachon des 2, 3 et 4 juillet 1948, Paul Barrière à ses leviers de commande, qu'elle prend alors l'appellation de Fédération française de jeu à XIII (appellation définitivement abandonnée depuis 1993 : FFR XIII).
Commence alors une nouvelle période de gloire. En 1951, le XIII de France des Puig-Aubert, Brousse, Dop et Cantoni, guidé par Robert Samatan, Jean Duhau et Antoine Blain, atteint son zénith, lors de la première tournée en Australie. Les Australiens découvrent ce qu'ils considèrent aujourd'hui encore comme la plus grande équipe de tous les temps[réf. nécessaire]. À leur retour d'Australie, plus de 100 000 personnes l'acclament dans les rues de Marseille. Elle renouvelle cet exploit lors des tournées de 1955 et 1960. Mais malgré quelques sursauts (finaliste de la Coupe du monde 1968), le rugby à XIII français décline petit à petit, notamment à cause de mauvaises politiques fédérales mais aussi de la mauvaise tenue de certains joueurs en championnat, comme lors de l'édition 1981 où la finale ne peut aller à son terme.
Le renouveau s'amorce au début des années 1990 ; la France crée une surprise en battant la Grande-Bretagne 25-18 chez elle sous l'impulsion de Gilles Dumas et s'impose à deux reprises contre la Papouasie-Nouvelle-Guinée en Coupe du monde 1989-1992.
Ensuite, Jacques Fouroux, ancien entraîneur de l'Équipe de France puis de Grenoble, quitte le rugby à XV, fâché avec ses dirigeants.
En effet, en 1993, alors qu'il est le manager du club isérois, Jacques Fouroux est candidat à la présidence de la FFR en concurrence avec Bernard Lapasset.
La qualification de son club en finale du championnat est marquée par une polémique au sujet du jeu de son équipe, critiqué par le président Lapasset.
La semaine suivante, en finale, Jacques Fouroux crie au complot car la finale tourne au scandale, avec une polémique sur l'arbitrage. En effet, un essai d'Olivier Brouzet est refusé aux Grenoblois et l'essai décisif du castrais Gary Whetton est accordé par Daniel Salles, l'arbitre de la rencontre, alors que le grenoblois Franck Hueber a aplati au préalable le ballon dans son en-but, privant ainsi les Grenoblois du titre. Persuadé d'avoir été volé par la FFR, il se tourne alors vers le XIII en septembre 1994.
En 1995, il lance une nouvelle compétition régionale, conciliant rugby à XIII et spectacle musical avec entrées gratuites, appelée la France Rugby League. Celle-ci, qui se déroule durant l'été 1995, a un succès réel, tant populaire que médiatique. L'année suivante, une équipe française, le Paris Saint-Germain XIII, est invitée à rejoindre le nouveau championnat européen de la Super League mais cesse ses activités à la fin de la saison 1997 en dépit d'un bon succès populaire.
L'entrée d'une nouvelle équipe française en Super League Europe, les Dragons Catalans, donne au rugby à XIII français une nouvelle visibilité en 2006, d'autant que cette équipe a réussi à se hisser, pour la première fois de son histoire, jusqu'à la finale de la Cup à Wembley, jouée devant 84 600 spectateurs et perdue 30 à 8, contre Saint Helens. Toutefois, sa situation globale (structuration, encadrement, finances, audience réduite ; moitié moins de clubs qu'en 1939 ; désintérêt des médias) demeure relativement incertaine.

## Pratique du rugby à XIII

### Principes

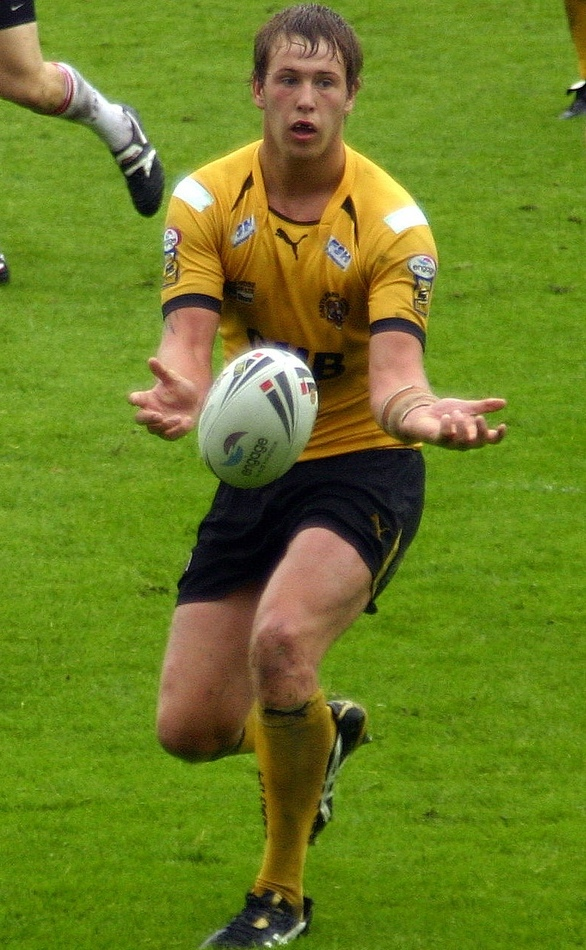
Une passe.

Le rugby à XIII est un sport qui se joue entre deux équipes, disposant d'un ballon ovale porté essentiellement à la main. Les capitaines des deux équipes effectuent un tirage au sort en présence de l'arbitre pour déterminer le début de la partie. Le capitaine qui gagne le toss décide soit de donner le coup d'envoi soit de choisir le côté du terrain.
Lorsque l'une des équipes possède la balle, elle se doit d'avancer et de porter le ballon jusque dans le camp adverse. Pour progresser et gagner du terrain, les joueurs de l'équipe attaquante peuvent se passer la balle à la main, à condition que la passe se fasse vers l'arrière ou latéralement mais jamais vers l'avant. L'équipe en possession du ballon peut également choisir d'avancer en frappant le ballon au pied et ce dans toutes les directions.

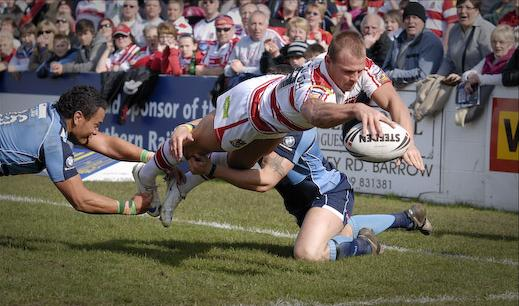
Un essai.

L'équipe qui défend peut essayer d'arrêter le joueur porteur du ballon en l'attrapant et en l'amenant au sol (plaquage). Lorsqu'un joueur est plaqué, son équipe garde la possession de balle mais perd une phase de jeu d'attaque (tenu). L'équipe attaquante possède cinq tenus. Si un joueur est plaqué au sixième et dernier tenu, la balle sera rendue à l'équipe adverse qui entamera à son tour une nouvelle séquence de jeu.
Le jeu ne s'arrête que lorsque l'arbitre principal signale que l'une des règles est transgressée ou si le ballon, porté ou non, sort des limites du terrain. Si le jeu est arrêté à cause d'une faute commise par un joueur d'une équipe, l'autre équipe récupère le ballon et le remet en jeu par un coup franc ou une pénalité (selon la gravité de la faute).
La majeure partie du temps, la progression d'une équipe s'effectue par un cycle de passes et de tentatives de percées et de plaquages.
Lorsqu'une équipe arrive à porter la balle jusque dans le camp adverse, il s'agit d'un essai. Un règlement très précis et minutieux a été mis en place pour valider un essai et seul l'arbitre peut prendre cette décision. Si l'essai est validé, l'équipe marquante bénéficiera d'une transformation qui lui permettra, si elle est réussie, d'augmenter son score.

### But du jeu
Le but du rugby à XIII est de marquer plus de points que son adversaire avant la fin d'un temps imparti. Pour ce faire, il existe cinq façons différentes d'inscrire des points :
1. En marquant un essai (4 points)[Ref 1] ; l'essai valait 3 points[Ref 2] jusqu'à la saison 1983/1984 ;

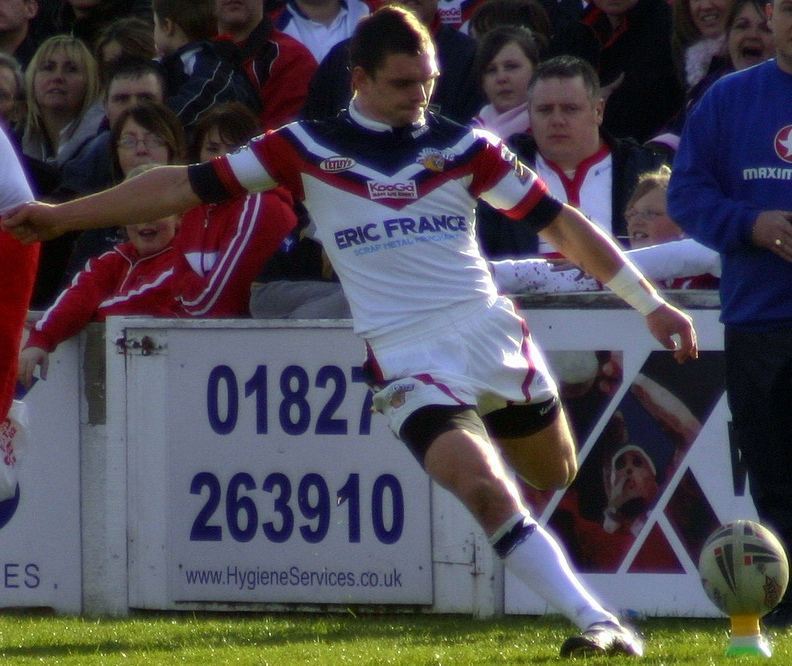
Une transformation.

2. En réussissant un coup de pied de transformation d'essai (2 points), qui est accordé à chaque fois qu'une équipe marque un essai[Ref 1] ;
3. En réussissant un coup de pied de pénalité (2 points), qui est accordé par l'arbitre à la suite d'une faute de l'équipe adverse. L'équipe bénéficiaire peut refuser de tenter le coup de pied de pénalité, préférant recommencer une phase de jeu pour tenter de marquer un essai[Ref 1] ;
4. En réussissant un coup de pied tombé en drop goal, appelé plus couramment drop (1 point), qui est le même principe qu'un coup de pied de transformation d'essai ou qu'un coup de pied de pénalité, sauf qu'il doit être effectué pendant le cours du jeu[Ref 1] ;
5. En marquant l'essai à huit points (eight-point try), beaucoup plus rare : lorsqu'une faute est faite par un défenseur après qu'un essai a été marqué, le buteur tape la transformation, puis une pénalité à 10 mètres face aux poteaux.

| Type              | Points |
| Essai             | 4      |
| Transformation    | 2      |
| Pénalité          | 2      |
| Drop              | 1      |
| Essai de pénalité | 8      |

### Aspects généraux

#### Terrain

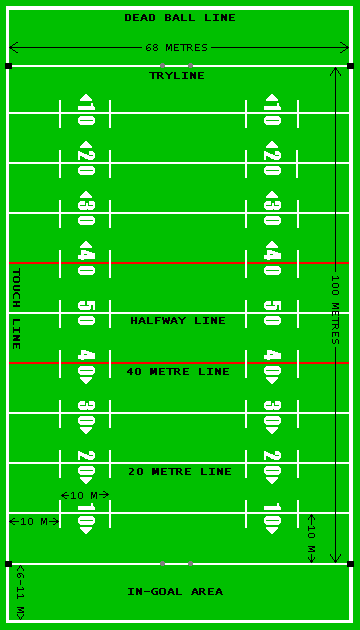
Représentation schématique d'un terrain de rugby à XIII.

Le rugby à XIII se joue sur un terrain gazonné comprenant une aire de jeu rectangulaire dont les longueurs (de 100 mètres) sont les lignes de touche, et les largeurs (de 60 mètres) sont les lignes de but. De chaque côté de l'aire de jeu, au-delà de la ligne de but, une ligne de ballon mort délimite avec cette dernière la zone d'en-but dont les mesures doivent être comprises entre 6 et 8 mètres.
Au milieu de chaque ligne de but sont implantés des poteaux de 8 mètres de haut, distants l'un de l'autre de 5,60 mètres et supportant une barre transversale à 3 mètres du sol.
Le terrain comporte un tracé utilisant deux types de lignes :
- les lignes pleines, qui délimitent des aires de jeu et pour lesquelles s'appliquent des règles particulières (les lignes font partie des zones qu'elles délimitent : la ligne de touche est en touche, la ligne de but est dans l'en-but, etc.). Seule la ligne du milieu de terrain n'entraîne aucune règle particulière (aucune règle ne voit son champ d'application limité par la ligne médiane. Elle ne sert que pour les remises en jeu, en début de mi-temps ou après des points marqués ; en ce sens, elle se comporte comme une ligne en pointillés ;
- les lignes en pointillés (plus précisément « lignes tiretées »), qui délimitent des zones liées à des remises en jeu[Ref 3].

#### Ballon
Le jeu est pratiqué avec un ballon ovale, gonflé d'air, dont l'enveloppe extérieure peut être en cuir ou en toute autre matière approuvée par l'organisme qui gère la compétition.
| Dimension                | Minimum | Souhaité | Maximum |
| Longueur                 | 27 cm   | 28 cm    | 29 cm   |
| Circonférence (longueur) | 73 cm   | 74 cm    | 75 cm   |
| Circonférence (largeur)  | 58 cm   | 59 cm    | 61 cm   |
| Poids                    | 380 g   | 410 g    | 440 g   |

#### Équipes

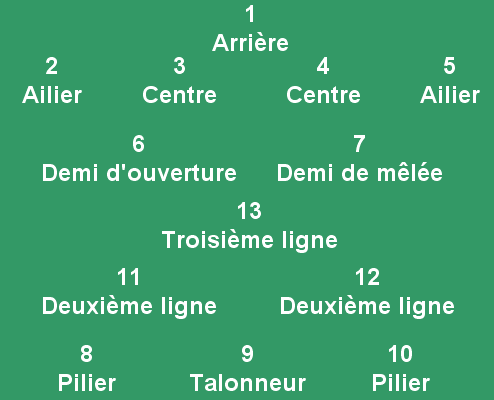

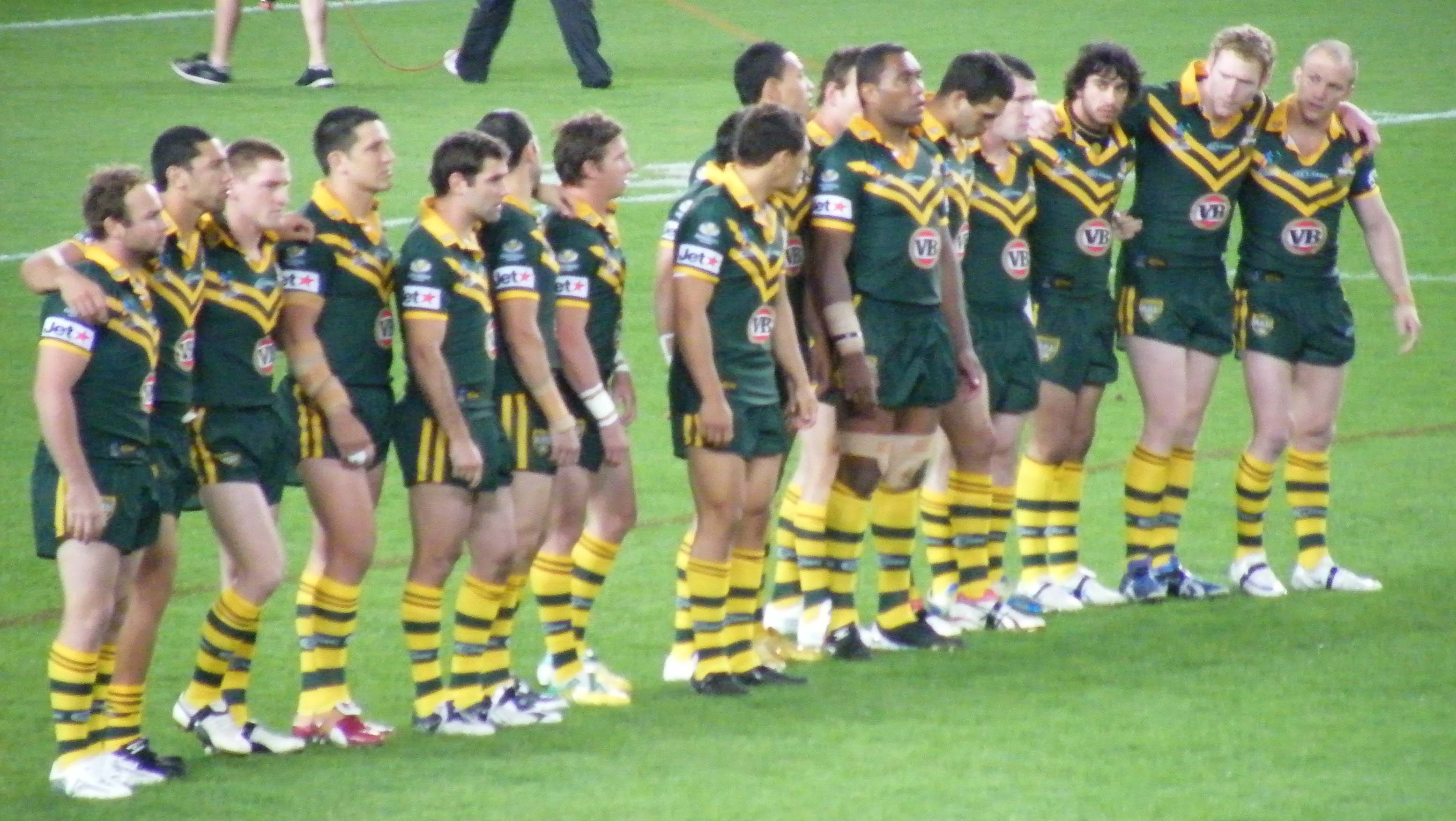
Une équipe au complet.

La partie sera jouée par deux équipes comprenant chacune treize joueurs au maximum. Les règles internationales prévoient que chaque équipe peut désigner un maximum de quatre joueurs remplaçants avant le début de la rencontre. Douze changements peuvent être effectués durant la partie (hors saignements).
Pour être facilement identifiables, les joueurs doivent être numérotés de 1 à 13 avec les numéros suivants (14 à 17) pour les joueurs remplaçants. D'autres numérotations peuvent être utilisées après autorisation de l'organisme gérant la compétition. Le numéro porté par le joueur indique la place qu'il occupe au sein de son équipe.
Il existe deux appellations différentes pour classifier les joueurs :
1. Les arrières, qui sont au nombre de sept et numérotés de 1 à 7 ;
2. Les avants, au nombre de six et portant les numéros de 8 à 13[Ref 5].

| Numéro   | Poste            | Rôle | Joueurs référence                 |
| -------- | ---------------- | --- | --------------------------------- |
| 1        | Arrière          | Très bon défenseur, il est le dernier rempart avant la ligne d'en-but. Du fait de sa position sur le terrain, il voit tout et est donc le mieux placé pour lancer les attaques. | Darren Lockyer Puig-Aubert        |
| 2 et 5   | Ailier           | Joueur à caractère offensif, très bon finisseur et très rapide. | Tom van Vollenhoven Martin Offiah |
| 3 et 4   | Centre           | Robuste, agile et technique, ce joueur a pour but de perforer la défense. | Dally Messenger Mal Meninga       |
| 6        | Demi d'ouverture | Il est l'organisateur de l'équipe. Technique, stratégique et doté d'un très bon jeu au pied, il forme avec le demi de mêlée « la charnière ».                                   | Wally Lewis Bob Fulton            |
| 7        | Demi de mêlée    | Intelligent, tactique, vicieux, agile et vivace, il a une très bonne vision du jeu. C'est lui qui gère le pack des avants.                                                      | Andrew Johns Stacey Jones         |
| 8 et 10  | Pilier           | Lourd et robuste, le pilier est un excellent perforateur de défense. | Arthur Beetson Glenn Lazarus      |
| 9        | Talonneur        | Athlétique et costaud, son but est de perforer la défense adverse. | Cameron Smith Danny Buderus       |
| 11 et 12 | Deuxième ligne   | Employé pour créer des brèches, il est également un très gros plaqueur. | Jean Galia George Treweek         |
| 13       | Troisième ligne  | Joueur d'expérience et très bon défenseur, il est le dernier rempart défensif du pack des avants.                                                                               | Johnny Raper Andrew Farrell       |

#### Durée de la partie
La durée normale d'une rencontre est de quatre-vingts minutes partagées en deux mi-temps de quarante minutes chacune. Entre ces deux mi-temps, une pause de cinq minutes est accordée par l'arbitre. À la reprise, les deux équipes échangent obligatoirement leur camp.
Si le temps expire alors que le ballon est en jeu, l'arbitre attend que le ballon ne soit plus en jeu, ou qu'un joueur soit plaqué, avant de siffler pour indiquer la fin du temps réglementaire.
Du temps supplémentaire est accordé pour permettre à un joueur de tenter un but ou une transformation d'essai. La partie se termine alors dès que le ballon n'est plus en jeu, sauf si une nouvelle pénalité est accordée.
Dans certaines compétitions et en cas de match nul, il peut y avoir une prolongation à la fin du temps réglementaire de deux fois dix minutes.

#### Arbitrage
Un match de rugby est arbitré par un seul arbitre, assisté par deux juges de touche. Les juges de touche décident si un joueur ou le ballon a franchi la ligne de touche et si une pénalité est correctement passée entre les poteaux. Ils peuvent également aider l'arbitre en lui donnant des informations sur d'autres types de fautes ou en confirmant ou non si un essai a été marqué.

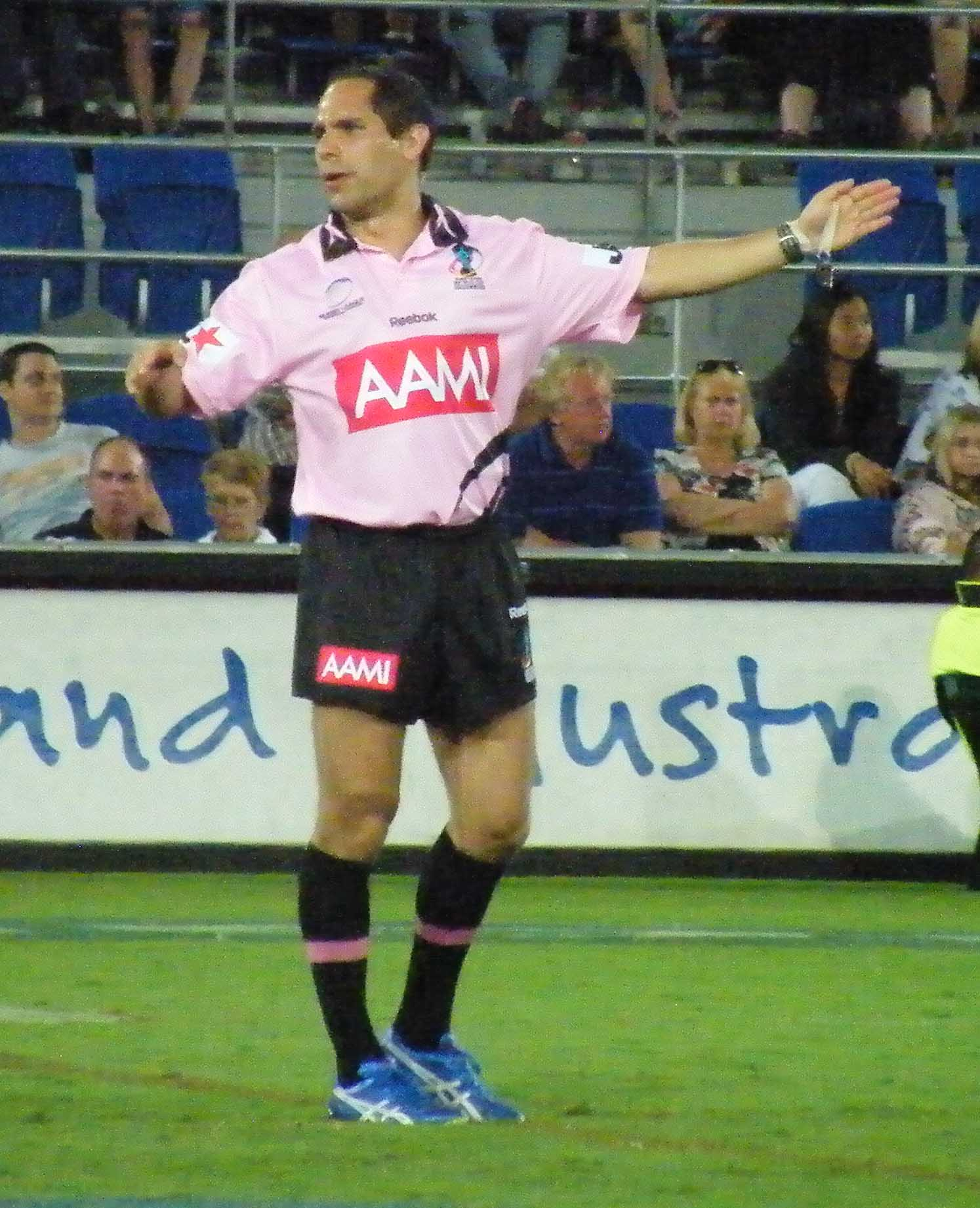
Ashley Klein, arbitre de rugby à XIII.

Lorsqu'un match est télévisé, il existe un quatrième arbitre, souvent appelé arbitre-vidéo. Son principal rôle est d'aider l'arbitre de champ pour décider si un essai est valide ou non à l'aide des images proposées par la télévision. Les circonstances d'utilisation de l'arbitre-vidéo sont décidées par les organisations appropriées.
Malgré la présence d'autres arbitres, l'arbitre principal est le « seul juge des faits et des règles ». Lorsqu'un arbitre est incapable de terminer le match, il est remplacé par un autre arbitre, en général le doyen des juges de touche.

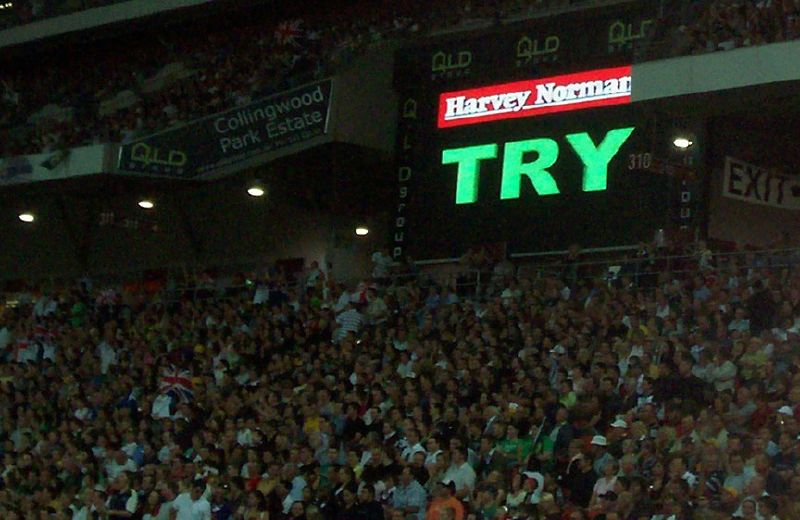
Un essai accordé à la suite d'arbitrage vidéo.

L'arbitre peut sanctionner un acte d'anti-jeu par une exclusion temporaire de dix minutes (carton jaune) ou définitive (carton rouge). Ces fautes peuvent être un acte déloyal ou violent, des infractions répétées de la même règle ou une faute délibérée pour empêcher l'équipe adverse de marquer ou d'acquérir un avantage décisif. Cependant, le rugby étant un sport physique, les petits accrochages entre joueurs ne sont généralement pas sanctionnés.
Un carton rouge signifiant l'exclusion définitive du terrain peut être adressé à un joueur ayant, délibérément et malgré les précédents avertissements (au premier lieu desquels un carton jaune est adressé), empêché ou gêné le jeu ou ayant été particulièrement violent à l'égard d'un autre joueur. Une exclusion du terrain peut entraîner une période ou un nombre de matchs de suspension décidée par les instances nationales.
L'arbitre peut décider d'exclure un joueur pendant une période de dix minutes sans forcément sortir le carton jaune. C'est pour cette raison que bien souvent, les joueurs récoltent très peu de cartons dans leur carrière.

### Règles spécifiques

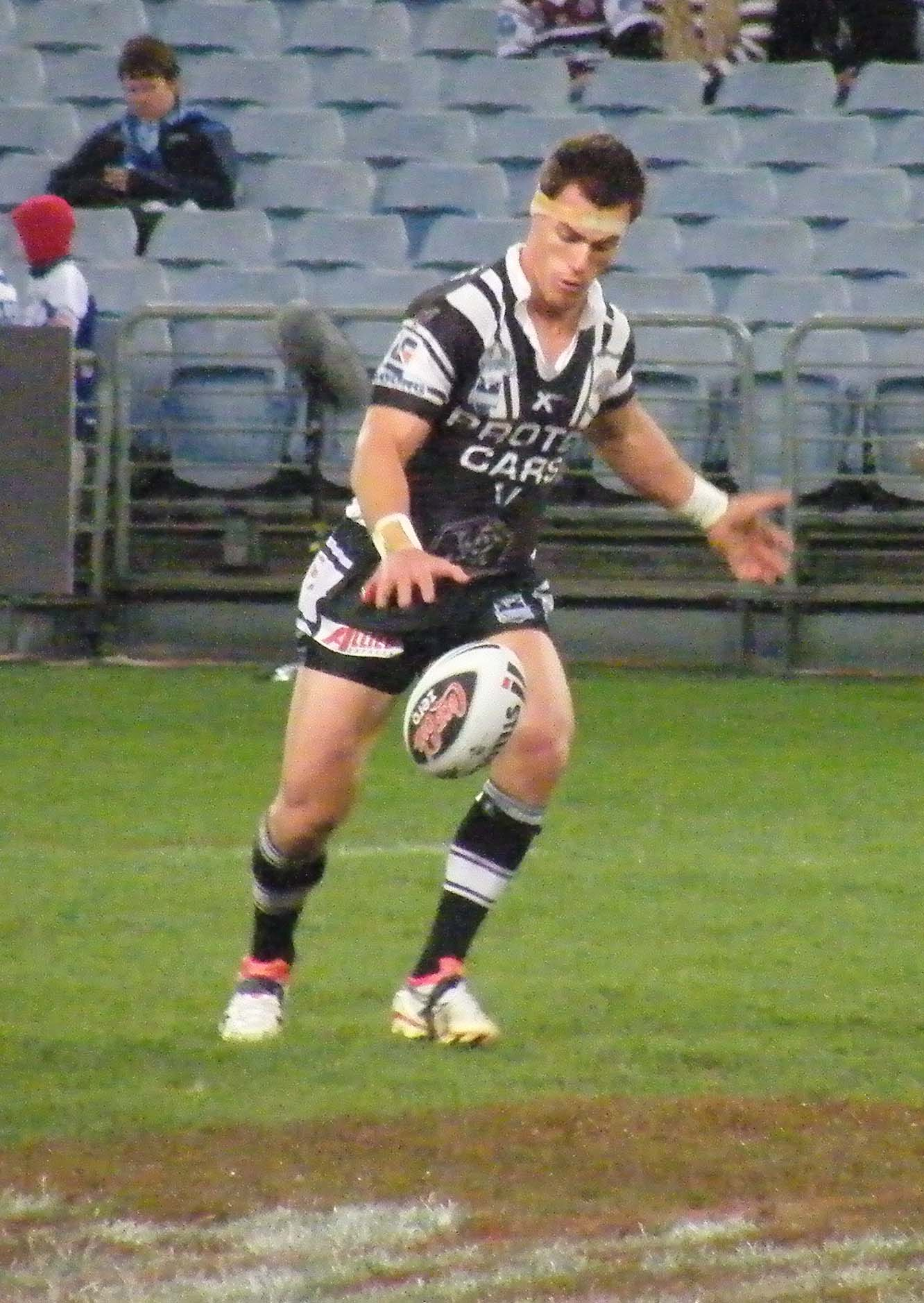
Un coup de pied tombé.

#### Coups de pied
Il existe deux façons de taper au pied un ballon. La première est le coup de pied placé, qui consiste à placer le ballon au sol et à le taper. La deuxième est le coup de pied tombé, appelé également « drop », qui consiste à lâcher le ballon des mains et à le frapper du pied juste après son rebond au sol.
Plusieurs phases de jeu différentes permettent de taper des coups de pied :
1. Le coup de pied d'envoi. Au début de chaque mi-temps, l'équipe en possession de la balle effectue un coup de pied placé depuis le milieu de la ligne médiane. Le ballon doit parcourir au moins dix mètres vers l'avant et tomber dans le champ de jeu ;
2. Le coup de pied de renvoi. Un joueur peut effectuer quatre types de coup de pied de renvoi : le coup de pied placé au milieu de la ligne médiane, le coup de pied placé au milieu de la ligne des vingt mètres, le coup de pied tombé au milieu de la ligne des vingt mètres et le coup de pied tombé au milieu de la ligne de but (renvoi sous les poteaux). Ces coups de pied font suite essentiellement à des fautes ou des sorties en touche ;
3. Le coup de pied de pénalité. Un joueur bénéficie d'un coup de pied de pénalité lorsque l'équipe adverse commet une faute. Il aura donc la possibilité de frapper le ballon avec un coup de pied placé à l'endroit de la pénalité[Ref 7].

#### Plaquage
Un joueur peut plaquer un joueur adverse portant le ballon en l'attrapant et en l'attirant au sol. Toucher le sol avec un genou ou le ballon est suffisant pour être considéré comme mis au sol.

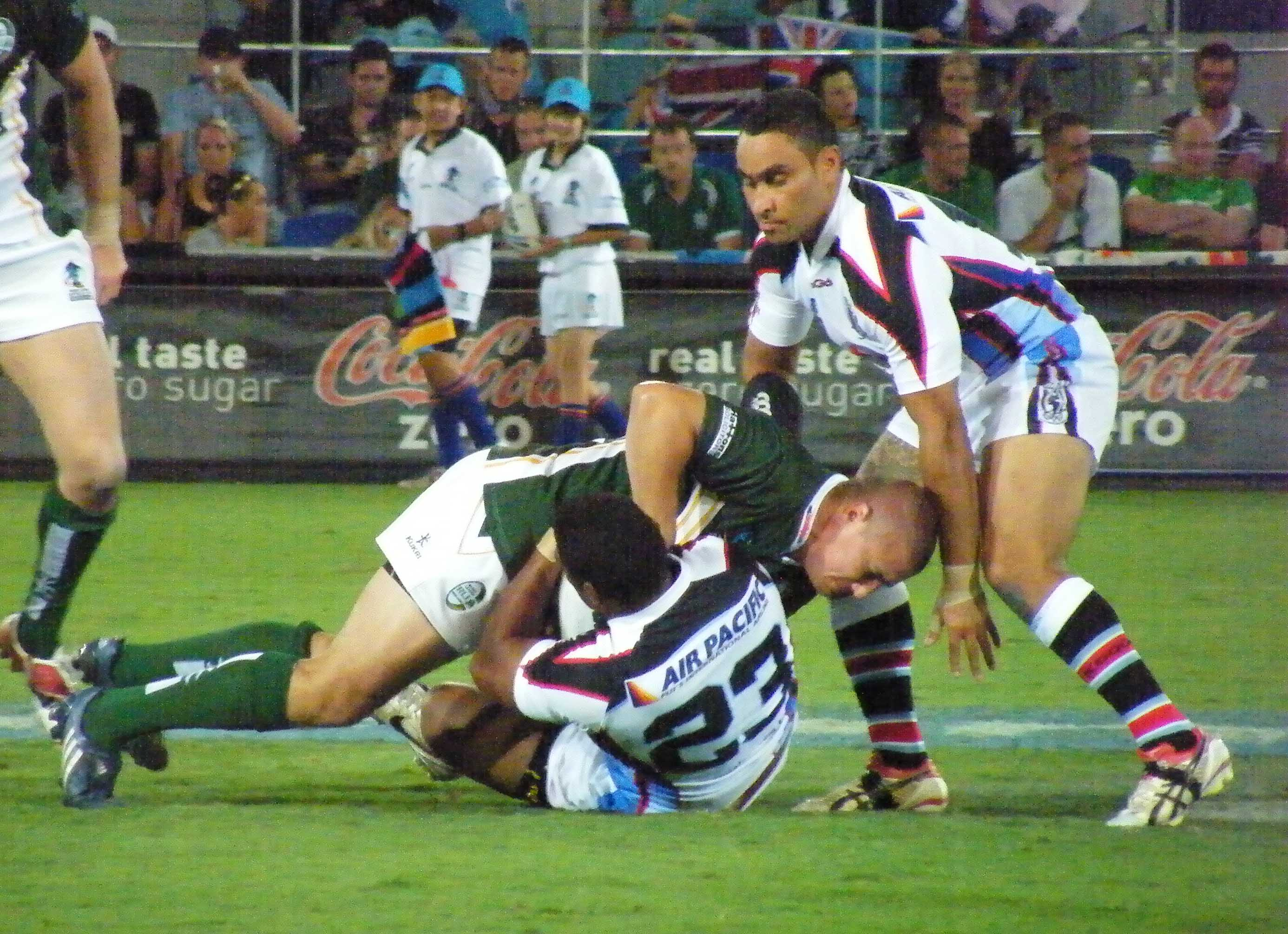
Un plaquage.

 Seul le joueur en possession de la balle peut être plaqué.
Le plaqueur n'a pas le droit d'arracher le ballon des mains de son adversaire. Lorsque l'attaquant est considéré comme plaqué, le défenseur devra le relâcher immédiatement et se positionner devant le joueur plaqué pour jouer le tenu.
Si le porteur du ballon est plaqué, il peut toutefois marquer un essai dans la continuité du mouvement, par exemple en tendant le bras au-delà de la ligne d'en-but. Si le porteur du ballon n'est pas mis au sol, mais qu'il est dans l'impossibilité de progresser ou de libérer le ballon, l'arbitre sifflera automatiquement le plaquage et le tenu sera joué.

#### Tenu

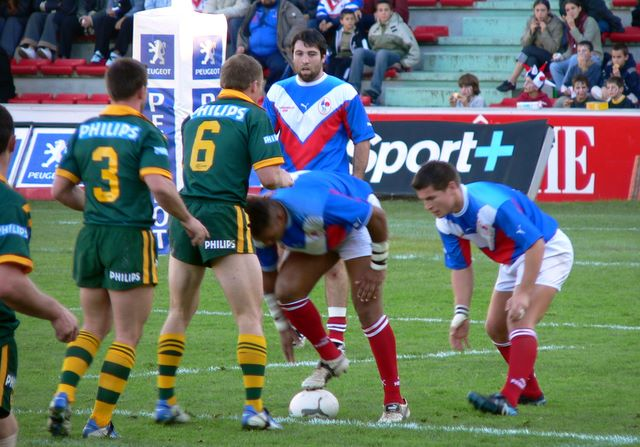
Un tenu.

Le rugby à XIII se singularise par le fait qu'un joueur plaqué peut conserver le ballon en effectuant un tenu. L'équipe attaquante dispose, à défaut d'erreur de défense, de cinq tenus. Ce geste bref et précis consiste à glisser le ballon sous le talon pour le talonner à l'équipier positionné immédiatement derrière lui que l'on appelle le demi de tenu (souvent le talonneur). Ce partenaire est ainsi chargé d'impulser une nouvelle phase de jeu. Tout tenu mal effectué ou volontairement ralenti est sanctionné par l'arbitre.
À partir du cinquième tenu, si un joueur est plaqué avec le ballon, ce dernier sera rendu à l'équipe adverse et pourra effectuer un tenu de transition. Une nouvelle séquence de cinq tenus sera alors démarrée, ce qui portera le total à six tenus.
Le tenu ne peut pas se jouer n'importe comment. Il faut que le joueur le réalisant soit dos à son camp, que seul ses pieds touchent le sol et qu'il soit joué immédiatement même si aucun joueur ne se trouve derrière lui.

#### En-avant et passe en avant
1. L'en-avant : Il a lieu lorsque la balle touchée, passée ou lancée par un joueur prend la direction de la ligne adverse. Cette faute intervient généralement lors d'une passe ou bien lorsqu'un joueur laisse échapper le ballon au sol devant lui. L'arbitre sifflera automatiquement la faute et rendra la balle à l'équipe adverse. Si un défenseur contre délibérément ou accidentellement la balle, il n'y aura pas en-avant.
2. La passe en avant : Un joueur sera sanctionné s'il effectue une passe dont le ballon prend pour trajectoire le camp adverse. La direction de la passe est jugée par rapport au joueur qui fait cette passe et non pas d'après la trajectoire réelle du ballon par rapport au sol. Dans le cas où un joueur porteur du ballon courant vers la ligne de but adverse passe le ballon à un coéquipier placé derrière lui et que, du fait de son propre élan, le ballon se déplace vers l'avant par rapport au sol, il n'y a pas de passe en avant. La passe lobée est un exemple qui illustre bien cette situation[Ref 8].

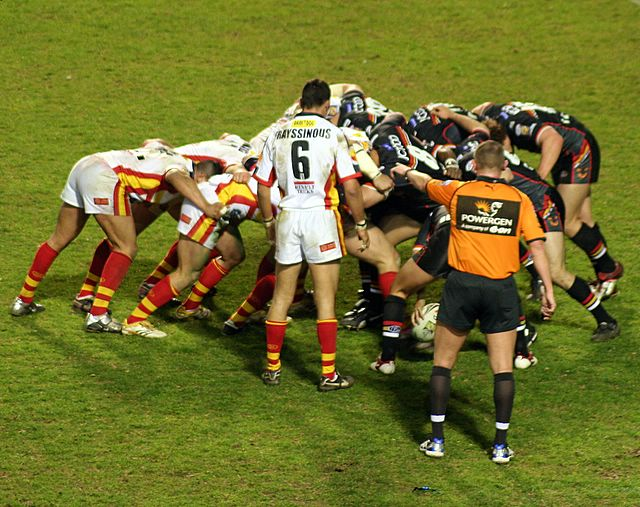
Une mêlée.

#### Mêlée
Une mêlée est formée pour faire reprendre le jeu chaque fois qu'il n'est pas recommencé par un coup de pied d'envoi ou de renvoi, un coup de pied de pénalité ou un tenu. Six joueurs au maximum de chaque équipe forment la mêlée en formation 3-2-1.
Les avants de chaque équipe s'arc-boutent et se regroupent en bloc ou pack. Puis les deux blocs se mettent face à face et créent un tunnel dans lequel le demi de mêlée doit introduire le ballon, de manière à le faire rouler vers le demi de mêlée. À l'inverse du rugby à XV, les mêlées ne sont pas « jouées », c'est-à-dire que les talonneurs ne cherchent pas à lutter pour la possession du ballon en le talonnant ou bien que les piliers et les seconde ligne poussent pour essayer de faire avancer la mêlée.
Une fois le ballon sorti vers l'arrière de la mêlée, c'est le demi de mêlée qui le récupère et qui relance une phase de jeu.

#### Pénalité
Une pénalité sera accordée contre un joueur qui, délibérément, aura violé les règles du jeu. L'arbitre aura le choix de siffler cette pénalité ou de laisser le jeu continuer (règle de l'avantage). Cette règle doit faire l'objet d'une attention particulière de l'arbitre car il doit s'assurer que l'avantage dont peut bénéficier l'équipe adverse est évident.
Les principales fautes sanctionnées sont les hors-jeu et les brutalités. Cette sanction donnée à l'équipe fautive peut être exploitée par l'adversaire de différentes manières :
1. Tentative de coup de pied pour marquer des points (la pénalité) ;
2. Jouer un coup franc à l'endroit de la faute. Cela consiste à taper légèrement le ballon avec le pied sans nécessairement être posé au sol ou lâché des mains, et de relancer une attaque ;
3. Rechercher un gain de terrain en tapant en touche. Si la touche est trouvée, un coup franc sera joué et une nouvelle attaque sera organisée[Ref 7].

#### Hors-jeu
Il existe deux types de hors-jeu :

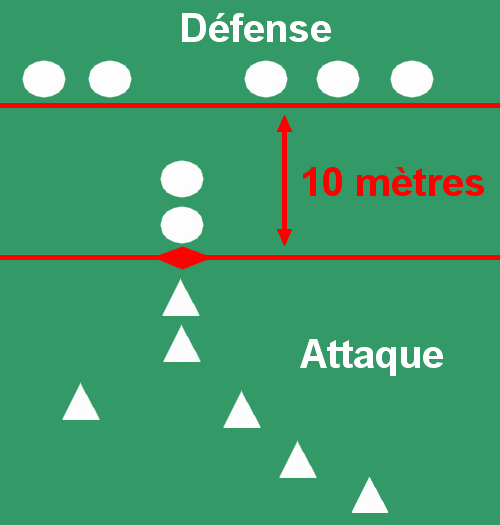

1. Le hors-jeu dans le cours du jeu : un joueur est hors-jeu dans le cours du jeu quand il touche le ballon après que celui-ci a été touché, porté ou botté par un de ses coéquipiers placé derrière lui ;
2. Le hors-jeu sur tenu ou phases arrêtées : lors de la réalisation d'un tenu, tout joueur, excepté les joueurs participant à la réalisation du tenu, se situant dans une zone de dix mètres séparant les deux équipes au moment de la réalisation du tenu est considéré en situation de hors-jeu. Un joueur hors-jeu sur un tenu ou sur une phase arrêtée (mêlée, coup d'envoi, coup de renvoi, pénalité, coup franc) ne peut prendre aucune part au jeu ni tenter d'avoir une influence quelconque sur son déroulement[Ref 11].

#### Touche
La touche a lieu lorsque le ballon ou le porteur du ballon ou tout joueur en contact avec ce dernier traverse la ligne de touche. Il y a deux façons de jouer une touche, soit par une mêlée, soit par une passe en cloche effectuée par un joueur placé à l'endroit de la sortie de balle et à destination d'un joueur qui se situe à dix mètres de la ligne de touche.

#### Règle des 40-20
La règle des 40-20 (lire quarante-vingt, en transposition du forty-twenty anglophone) dispose qu'au cas où, après avoir botté un ballon en deçà de sa ligne des 40 mètres, un joueur trouve une touche autre que directe au-delà de la ligne des 20 mètres du camp défenseur, son équipe se verra attribuer, à ce niveau précis, une mêlée et son introduction et, conséquemment, si celle-ci devait lui être favorable, une nouvelle chaîne tactique.

## Dans le monde
Officiellement, le rugby à XIII est pratiqué dans 38 pays. Mais il n'est réellement un sport de masse que dans quatre pays : Australie, Angleterre, Nouvelle-Zélande et Papouasie-Nouvelle-Guinée.
Les dirigeants australiens et anglais, trop longtemps protectionnistes, commencent à prendre conscience de l'importance de l'expansion du Rugby à XIII à travers le monde avec la création d'organes internationaux comme l'IRL (Fédération Internationale de Rugby à XIII) et la RLEF (Fédération Européenne de Rugby à XIII) qui ont pour fonction d'aider les pays émergents et d'organiser les échanges entre les divers pays.

### Australie

Queensland
Nouvelle-Galles du Sud

Le rugby à XIII a été intégré en Australie en 1908 et est devenu le sport national hivernal avec le football australien. Ce sport est très populaire dans les états de la côte est (Queensland, Nouvelle-Galles du Sud et Territoire de la capitale australienne) et il est dirigé par l'Australian Rugby League (fédération australienne de rugby à XIII).
En 2008, le nombre total de licenciés (incluant les écoles et les clubs) est de 423 584, soit une augmentation de 4 % par rapport à 2007 et de 131 % par rapport à 2002.
À la télévision, le rugby à XIII se classe régulièrement parmi les meilleures audiences annuelles. Avec neuf clubs professionnels et plusieurs dizaines de milliers de pratiquants, Sydney est considérée comme étant la « capitale mondiale du rugby à XIII ».
L'équipe d'Australie de rugby à XIII, surnommée les « Kangourous », est considérée comme la meilleure sélection nationale au monde. Avec neuf Coupes du monde et trois Tri-nations, elle s'est classée première au classement des équipes nationales de rugby à XIII en mars 2009.
Les principales compétitions sont :
1. La National Rugby League : née en 1998 de la fusion de deux compétitions, l'Australian Rugby League (ARL) et la Super League de Rupert Murdoch, la NRL est la compétition regroupant l'élite des clubs professionnels de rugby à XIII. Elle est composée de quinze franchises australiennes et d'une néo-zélandaise.
2. Le State of Origin : créé en 1980, il s'agit d'une série annuelle de trois matchs disputée entre mai et juin et opposant deux sélections australiennes : les New South Wales Blues (représentant l'État de la Nouvelle-Galles du Sud) et les Queensland Maroons (représentant l'État du Queensland).
3. Le City vs Country Origin : confrontation annuelle entre une sélection de joueurs natifs de Sydney (City) contre une autre dont les joueurs sont natifs de ses alentours (Country). Ce match, qui se joue avant le State of Origin, permet d'évaluer les joueurs susceptibles d'être sélectionnés pour les Blues de la Nouvelle-Galles du Sud.
4. La New South Wales Cup : championnat professionnel et régional regroupant onze équipes dont dix provenant de l'État de Nouvelle-Galles du Sud et une de Nouvelle-Zélande. Les équipes réserve de la NRL peuvent s'inscrire dans cette compétition qui est considérée comme la deuxième division au niveau national.
5. La Bundaberg Red Cup : championnat semi-professionnel et régional regroupant dix équipes de l'État de Nouvelle-Galles du Sud.
6. La Queensland Cup : championnat semi-professionnel et régionale regroupant douze équipes de l'État du Queensland.
7. La Toyota Cup : championnat junior de rugby à XIII en Australie. Les seize clubs de la NRL participent à cette compétition créée en 2008.

### France

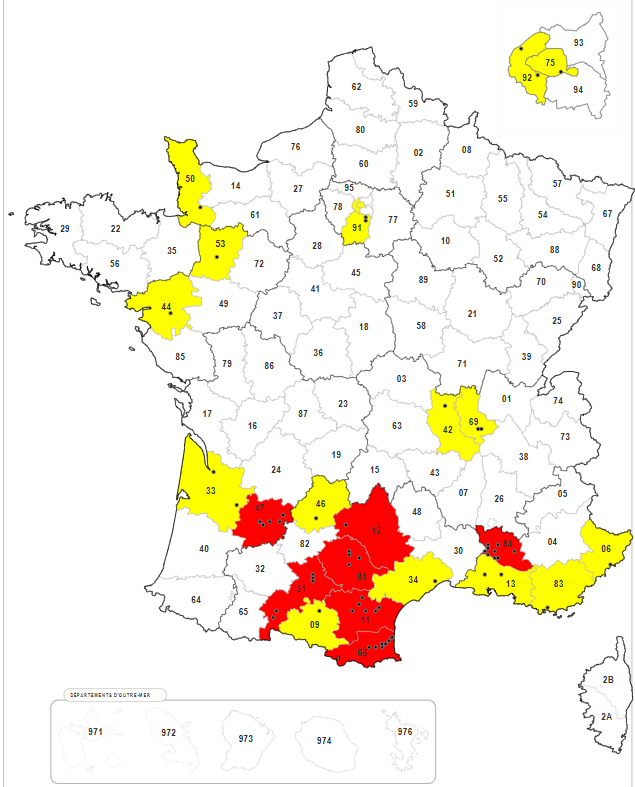
Cartographie du rugby à XIII en France (2024).

En France, le rugby à XIII est un sport mineur, si en comparaison avec les grandes nations treizistes telles que l'Australie, la Nouvelle-Zélande ou la Papouasie-Nouvelle-Guinée. En 2017, la Fédération française de rugby à XIII compte 46 346 pratiquants, dont 12 782 joueurs licenciés répartis dans plus de 130 clubs implantés en majorité dans le sud du pays.
Bien qu'aujourd'hui sport confidentiel, le rugby à XIII fut un sport de masse en France dans les années 1950. Lors de la tournée du XIII de France en Australie et en Nouvelle-Zélande en 1951, l'équipe de France battit par trois fois l'Australie et fut proclamée officieusement meilleure équipe du monde. Le retour à Marseille de la délégation française fut acclamé par plus de 100 000 supporters.
En 2006, l'acceptation des Dragons catalans dans le prestigieux championnat de Super League a redonné espoir à bon nombre de treizistes. En 2018, les Dragons catalans ont gagné la Coupe d'Angleterre de rugby à XIII au Stade de Wembley pour la première fois. Une deuxième équipe française, le Toulouse olympique XIII, joue en Super League depuis 2021. Ils ont aussi évolué, entre 2016 et 2021, en Co-operative Championship (deuxième division anglaise). Ces deux équipes sont les seules en France à évoluer dans des championnats étrangers.
Les principales compétitions sont :
1. Le Super XIII : championnat professionnel et semi-professionnel de première division ;
2. La Coupe de France de rugby à XIII : également appelée Coupe Lord Derby, ce tournoi regroupe toutes les équipes de l'Élite 1 et de l'Élite 2 ;
3. Le championnat de France de rugby à XIII Élite 2 : championnat semi-professionnel et amateur de deuxième division ;
4. Le championnat de France de rugby à XIII Nationale 1 et 2 : championnat amateur de troisième division ;
5. La Coupe Paul Dejean : c'est la coupe de France des équipes de Nationale 1 ;
6. Le Championnat de France de rugby à XIII Nationale 3 et Nationale 4 : championnat amateur et régional de quatrième et dernière division ;
7. La Coupe Falcou : c'est la coupe de France des équipes de Fédérale ;
8. Le championnat de France de rugby à XIII féminin : unique championnat féminin de rugby à XIII, généralement à deux niveaux.

### Îles britanniques

L'autoroute M62, le "Rugby League heartland".

En Angleterre, le rugby à XIII est un des cinq sports majeurs avec le cricket, le football, le rugby à XV et le tennis. Il est principalement joué dans les comtés nordistes du Yorkshire et du Lancashire, territoire où il naquit en 1895. La plupart des clubs sont concentrés autour du corridor formé par l'autoroute M62. Ce corridor est pour cette raison désigné sous le terme de heartland (région centrale/principale) du rugby à XIII. En 1994, une étude montra qu'à l'époque, 60 % des personnes assistant régulièrement à un match de rugby à XIII habitaient dans seulement quatre districts postaux au long de la M62. Un nombre significatif de clubs existe toutefois en Cumbria ou à Londres. En 2004, la Rugby Football League annonce 62 463 licenciés. Les rencontres de Super League en 2008 ont été suivies par 10 338 spectateurs en moyenne par rencontre.
Le pays de Galles atteste d'une longue tradition treiziste. Durant plusieurs années, de nombreux joueurs gallois, notamment des quinzistes (Jonathan Davies, Scott Quinnell ou Scott Gibbs), sont allés tenter leur chance dans les clubs du nord de l'Angleterre. L'équipe nationale a souvent rivalisé avec les meilleurs, parvenant deux fois en demi-finale de la Coupe du Monde. De 2009 à 2011, un club gallois a pour la première fois intégré la Super League Europe, les Crusaders.
L'Irlande et l'Écosse ont des équipes nationales, généralement constituées de joueurs résidant en Angleterre, leurs championnats sont amateurs et d'un niveau peu élevé.
Les compétitions sont :
- la Super League : championnat professionnel géré par la RFL. Constitué de 12 équipes, il regroupe dix équipes anglaises, une équipe française, les Dragons catalans et, à partir de l'an 2020, une équipe canadienne, la Toronto Wolfpack ;
- la Carnegie Challenge Cup : la plus vieille compétition treiziste. Cette coupe, créée en Angleterre en 1896, s'est ouverte depuis peu à des équipes françaises, galloises, écossaises et russes ;
- le Co-operative Championship : ex-National League One (championnat d'Angleterre), le Championship est devenu l'anti-chambre de la Super League et a pris une dimension européenne avec l'inclusion de Toulouse de 2009 à 2011, et encore une fois de 2017 à 2019.

### Nouvelle-Zélande
En Nouvelle-Zélande, le rugby à XIII est un sport populaire, mais loin derrière des sports comme le rugby à XV, le cricket ou le football. Le XIII est surtout pratiqué par la population māori et par les immigrés venus des îles du Pacifique.
Les New Zealand Warriors, seul club professionnel du pays jouant en NRL, jouissent d'une bonne popularité.
La principale compétition est la National Competition, un championnat semi-professionnel néo-zélandais.

### Papouasie-Nouvelle-Guinée
La Papouasie-Nouvelle-Guinée est le seul État ayant le rugby à XIII pour sport national exclusif. Cet intérêt pour le rugby à XIII viendrait du fait qu'il se substitue aux guerres tribales. Les Papouasiens se passionnent pour le championnat australien et le State of Origin, au point que certains joueurs australiens sont de véritables vedettes en Papouasie. Le principal championnat de Papouasie-Nouvelle-Guinée est la Papua New Guinea National Rugby League.

### Autres nations
En Russie, il existe un championnat semi-professionnel, financé par quelques mécènes locaux.
Les Pays-Bas connaissent également un championnat en développement ainsi que la Grèce.
La Grèce et Malte ne sélectionnent presque que des joueurs titulaires de la double nationalité, nés en Australasie. Par contre, dans d'autres pays européens, comme l'Italie, l'Allemagne, la Belgique, la Serbie ou le Liban, existent de petits championnats joués par les locaux. Les Balkans sont également une zone de développement du rugby à XIII puisque qu'une coupe des nations et un championnat des clubs sont maintenant intégrés au calendrier international.
Divers archipels polynésiens ou mélanésiens (Fidji, Niue, Cook, Tonga, Samoa, Vanuatu) affichent une culture treiziste. Très originalement, il n'est pas rare que selon l'avancée des saisons, les joueurs pratiquent le XIII, le XV ou le VII. Le haut niveau ne s'y conçoit cependant que dans l'exil en Nouvelle-Zélande, en Australie ou en Angleterre.
La Nouvelle-Calédonie participait aux championnats internationaux de rugby à XIII avec sa propre équipe nationale dans les années 2003 et suivantes. Elle a participé à la Coupe Pacifique de rugby à XIII pour la première fois en 2004.
Concernant le continent africain, durant les années 1960 et 1990, plusieurs tentatives d'introduction du rugby à XIII en Afrique du Sud ont échoué. Aujourd'hui, il subsiste un petit championnat mais l'équipe nationale est en gestation. Mais, récemment, des initiatives privées de développement du rugby à XIII en Afrique ont vu le jour, au Burundi, notamment.
Il n'existe qu'un embryon de fédération au Maroc, celui-ci pourrait notamment bénéficier de l'expérience de quelques-uns des dizaines de joueurs ou responsables d'ascendance marocaine résidant en France.
Aux États-Unis, malgré l'inexistence de moyens et de reconnaissance, un noyau de passionnés se maintient autour d'une dizaine de clubs. Ceux-ci ont, fin 2004, opposé bonne résistance (défaite 34 à 24) à l'équipe des Kangourous australiens venant de remporter le Tri-Nations. Toutefois, pour ce pays, deux événements devraient stimuler le développement du rugby à XIII. Le premier est l'organisation de test-matchs internationaux comme la rencontre Nouvelle-Zélande-Angleterre à Denver, le 23 juin 2018. Le second est l'acceptation de la candidature du pays à l'organisation de la Coupe du monde de rugby à XIII de 2025, avec celle du Canada.
Le choix du Canada comme coorganisateur s'explique par le fait que ce pays dispose d'une équipe nationale qui commence à acquérir un niveau correct et héberge une équipe de club assez compétitive en la personne de la Toronto Wolfpack (la meute de loups de Toronto en français). Toronto a disputé le Championship entre 2018 et 2019, et le 5 octobre 2019 a réalisé l'ambition de jouer en 2020 en Superleague, le niveau le plus élevé de l'hémisphère Nord en matière de championnat entre franchises.
En Jamaïque, par l'intermédiaire d'Anglais originaires des Caraïbes, un championnat et une équipe nationale viennent d'être créés[Quand ?].
L'Amérique latine commence également à intéresser les autorités treizistes, des fédérations d'Amérique Centrale et d'Amérique du Sud étant maintenant membres de l'IRL, et des projets étant menés de développement du rugby à XIII en Amérique latine.

## Compétitions internationales
L'équipe nationale australienne surnommée les Kangourous règne en maître sur le rugby à XIII international depuis plus de trois décennies, d'où un désamour du public pour les compétitions internationales. Mais grâce à la victoire des Néo-Zélandais lors du Tri-Nations de rugby à XIII 2005 et lors de la Coupe du monde 2008, un regain d'intérêt semble se profiler pour le jeu international qui a connu son heure de gloire durant les années 1950.
- En équipe nationale :
  - Coupe du monde de rugby à XIII : créée en 1954, seize éditions. La dernière édition s'est déroulée en 2022, en Angleterre.
  - Tournoi des Quatre Nations : tournoi auquel participent l'Australie, la Nouvelle-Zélande, l'Angleterre et une quatrième nation invitée.
  - ANZAC Test : confrontation annuelle entre les Kangourous et les Kiwis.
  - Coupe d'Europe des nations de rugby à XIII : créée en 1935.
- En club :

Les deux principales compétitions de clubs dans le rugby à XIII sont la National Rugby League (Australie, Nouvelle-Zélande) et la Super League (Angleterre, France). Ces deux championnats sont les seuls à être entièrement professionnels dans le monde du rugby à XIII. Les vainqueurs de ces deux compétitions se rencontrent chaque année lors du World Club Challenge pour désigner le champion du monde des clubs.

## Spécificités sociologiques traditionnelles du Rugby à XIII
Le rugby à XIII prend grandement sa source dans la césure sociologique distinguant à la fin du XIXe siècle les clubs huppés d'Angleterre méridionale de ceux à recrutement plus prolétariens du Nord du pays.
C'est en effet tant l'opposition des notables dirigeant alors le rugby que celle des joueurs du Sud majoritairement issus des milieux estudiantins qui interdit aux équipes des comtés du Yorkshire et du Lancashire d'autoriser non pas la rémunération de leurs rugbymen mais les compensations des heures non travaillées et le remboursement des frais engagés dans le transport ferroviaire par ces hommes souvent ouvriers, mineurs ou petits employés.
Le rugby à XIII va devenir un ascenseur social pour la classe ouvrière (cf This Sporting Life). Cette rupture entre les deux rugbys exprime l'antagonisme entre classes sociales et de ce fait l'opposition régionale entre le nord et le sud.
En Australie, le rugby à XIII est devenu rapidement le sport de la classe ouvrière et a été clairement soutenu par le parti travailliste lors de son implantation en 1908. Le XIII est pratiqué en masse à l'école publique, alors que son homologue quinziste est le rugby des écoles privées. Il est aussi le sport de la minorité aborigène, avec leur porte drapeau, le club de South Sydney, situé à Redfern, quartier défavorisé de Sydney. Un rédacteur de la presse anglaise treiziste, Martyn Sadler, illustre cette différence sociale entre les pratiquants des deux rugbys par une anecdote : alors qu'un entretien de recrutement se déroulait pour le mieux avec les représentants d'une université australienne, pour laquelle il postulait, l'atmosphère s'est assombrie quand il leur a indiqué qu'il se réjouissait de travailler à Sydney, car il était fan de rugby à XIII.
En Afrique du Sud, pour échapper à l'apartheid, de nombreux joueurs noirs de rugby à XV se sont expatriés dans le nord de l'Angleterre où ils ont rejoint des clubs de rugby à XIII.
Si cet ancrage du rugby à XIII dans le monde ouvrier est toujours d'actualité, depuis que le rugby à XV est devenu professionnel en 1995, quelques changements commencent à survenir, notamment du côté de l'Angleterre, où le rugby à XIII est maintenant pratiqué dans les prestigieuses universités du sud.
En France, on ne note pas de clivage social particulier entre rugby à XV et rugby à XIII, si ce n'est que le premier a une zone d'implantation géographique plus importante que le second. Ainsi, il n'est pas rare que dans la même famille, il y ait des membres qui jouent à la fois au rugby à XV et à XIII. Les intérêts financiers que sous-tend maintenant le rugby à XV, la couverture médiatique faite à ce dernier, entraînent peut-être un intérêt plus grand des grands groupes financiers et des multinationales pour le « XV », alors, qu'en France en tout cas, le rugby à XIII attire peut être plus les PME et des entreprises ayant une implantation régionale, ou des collectivités locales, qui sponsorisent aussi bien équipes qu'évènements. Il faut cependant remarquer que le rugby à XIII apparaît plus rural surtout si on lit la composition des élites respectives de chaque sport (Top 14 et Élite 1) ; ainsi l'Élite 1 en rugby à XIII comporte très peu de grandes villes et plutôt des villages comme Palau-del-Vidre (3 500 habitants), les grandes villes (Toulon, Lyon) font plutôt partie des divisions inférieures. Un journaliste du « Midol » qualifie même le rugby à XIII de « jeu des petites villes ».
La composition du XV de France et du XIII de France révèle cependant une légère différence : dans le XIII de France, on trouve plus souvent des joueurs d'origine étrangère ou issus de l'immigration; à la manière de ce que l'on constate en football. Ceci s'explique certainement par la démarche de certains clubs treizistes (en Île de France, en Occitanie, mais aussi en PACA) qui sont parfois allés mener des actions dans des quartiers réputés difficiles, élargissant ainsi la base de recrutement du sport. 

## Médias et «confidentialité» du rugby à XIII
Dans les pays francophones (essentiellement la France) le rugby à XIII est présenté comme un sport confidentiel, confidentialité qui ne peut que faire contraste avec la popularité du rugby à XV, du moins par rapport à la grande médiatisation de ce dernier.
Cette situation est différente dans les pays anglo-saxons : en Australie, nation où le rugby à XIII est le sport leader, la médiatisation du sport est importante et n'appelle donc pas d'observations particulières.
Au Royaume-Uni, le rugby à XIII est très médiatisé dans le nord de l'Angleterre, mais on note cependant que cette médiatisation cède le pas à celle du rugby à XV dans le sud du pays, en Écosse, dans les quatre provinces irlandaises, et au pays de Galles. Cependant, le sport est connu dans toutes les îles britanniques. La BBC remplit d'ailleurs ses missions de service public en diffusant régulièrement des matchs de rugby à XIII et pas seulement sur ses canaux régionaux. On ne peut donc pas parler de confidentialité, même si certains treizistes britanniques, situés dans le nord industriel du pays, ressentent parfois une forme de mépris de la part des médias nationaux, principalement situés à Londres. Certains journalistes treizistes anglais reprochent ainsi au Times sa faible couverture du rugby à XIII.
Dans une moindre mesure, c'est un peu la même situation en Nouvelle-Zélande. Avec une préférence pour le rugby à XIII qui serait supérieure dans les communautés d'origine polynésienne.
En France, du fait de son implantation géographique restreinte, la couverture du rugby à XIII est essentiellement régionale. Les clubs de l'ouest de l'Occitanie (ancienne région Midi-Pyrénées) sont suivis par des quotidiens comme la Dépêche du Midi. Au sud de l'Occitanie, les clubs audois et catalans sont très bien couverts et de manière exhaustive par un quotidien régional comme l'Indépendant. Les régions non réputées treizistes, mais où pourtant une présence du rugby à XIII est attestée depuis des décennies, Île-de-France et même certaines villes comme Nantes, Lyon, ou Montpellier, ne bénéficient cependant pas de cette couverture de la presse régionale ou de manière très épisodique. Lorsque le rugby à XIII est traité par la presse nationale, sportive ou non, c'est généralement lorsque l'Équipe de France joue, et les articles sont très succincts si on les compare aux articles relatant les mêmes évènements dans les médias anglophones. Cette situation de sous-médiatisation, plutôt que de confidentialité, amène à ce que la FFR XIII joue à la fois le rôle d'institution et de média et diffuse ses propres informations sur le sport. Situation corrigée partiellement fin des années 2010 par quelques médias « quinzistes » (Midi Olympique, principalement, rugbyrama de manière plus timide) qui publient de plus en plus de contenu sur le code. Le service public télévisuel français est en situation de quasi-carence, car il ne diffuse que quelques matchs, sur la base d'une fréquence irrégulière, laissant même les grands évènements de la discipline aux chaines privées payantes.
Le développement d'Internet fin des années 1990, change un peu la « donne » puisqu'il permet de contourner le traitement habituel par les médias français, en s'adressant directement au grand public. De nombreux sites apparaissent alors. Le streaming légal permet aussi aux fédérations et aux clubs de directement diffuser des images et vendre de l'espace publicitaire.

## Culture
Si rugby à XV et rugby à XIII partagent une origine commune, force est de constater qu'ils ont développé des aspects culturels assez différents.
Le rugby à XIII est encore moins décliné que le rugby à XV dans la littérature, le cinéma, les jeux vidéo, que des sports tels que le football, mais donne toutefois naissance à une expression artistique.
Notons cependant le film britannique This Sporting Life (« le prix d'un homme ») de 1962 : ce film retrace en effet le parcours typique d'un mineur du Yorkshire, interprété par Richard Harris, qui devient champion de rugby à XIII. Ce film reste une référence pour la presse britannique, aidé en cela par le fait que la tribune centrale du stade de Wakefield Trinty, cadre du film, est restée intacte depuis la sortie du film jusqu'à la fin des années 2010. Depuis, peu de films ayant directement pour thème le rugby à XIII sont sortis, mais parfois le lien avec le monde du cinéma existe à travers des acteurs comme Russell Crowe qui marque un grand intérêt pour le sport, et s'investissent dans de grands clubs australiens. L'acteur est « propriétaire » du célèbre club de rugby à XIII South Sydney Rabbitohs et estime en 2015 « qu'il y a un grand avenir pour le rugby à XIII, mais que cela nécessite que nous le traitions mieux qu'un simple passe-temps local ». Il faut cependant attendre 2019 pour qu'une réalisatrice, Joanna Lester, ajoute un film, Power Meri à la filmographie plutôt pauvre consacré au sport. Ce documentaire traite de rugby à XIII féminin en Papouasie-Nouvelle-Guinée, mais à travers aussi ce sport, du combat pour l'égalité des genres.
Pour ce qui concerne le domaine des jeux vidéo, une franchise « Rugby League » (en) est créée en 2003. Quatre jeux vidéo sont ainsi créés pour de nombreuses plateformes, se déclinant du numéro 1 (2003) au numéro 4 en 2017, une version Wii ayant même été sortie pour Rugby League 3 en 2010. En Juillet 2025, le 17, sortira le 5eme opus de cette franchise, Rugby League 26.
En France, la littérature généraliste traite très peu de rugby à XIII, ou confond les deux rugbys, et ce dernier est généralement présenté sous un tour défavorable dans les ouvrages de rugby à XV. La grande popularité du rugby à XIII en Australie, avec un habillage spectaculaire des matchs dans ce pays, leur grande médiatisation, a souvent été mise en opposition avec une version idéalisée d'un rugby (à XV) de terroir. Ainsi dans leur ouvrage « La Grande histoire du Rugby », les auteurs Pierre Galy et Jean-François Dorian illustrent leur chapitre « L'ère du rugby spectacle » par deux photos de pom pom girls de Parramatta, faiblement vêtues, effectuant une pyramide, avant un match de rugby à XIII. Un sport qu'ils estiment « jamais en retard d'une provocation ».
Parfois, les treizistes eux-mêmes cultivent une différence avec l'autre code, et nourrissent, de façon parfois argumentée, une différence avec ce dernier, en entretenant une forme d'esprit rebelle ou minoritaire. Des parallèles sont ainsi établis avec les Cathares, une sélection ayant même porté ce nom dans les années 2010. Un auteur étudie même le rapport entre francs maçons et rugby à XIII. Un autre fait même le parallèle avec les Templiers : voyant dans la spoliation des biens du rugby à XIII par le régime de Vichy « un remake des Templiers ».
Le poids accordé à l'histoire est également très important en rugby à XIII, singulièrement avec l'épisode de l'interdiction du rugby à XIII en France par le régime de Vichy en 1940, le passé de résistant de treizistes tel que Paul Barrière étant souvent mis en avant.
Le fait que le sport soit développé dans les Pyrénées-orientales entraîne parfois que le rugby à XIII soit également mêlé à la problématique plus générale du projet d'indépendance de la Catalogne : si les Dragons catalans, seul club français en Superleague dans les années 2000, ne se présentent pas en rupture avec la France, ils entretiennent en revanche des liens étroits avec le gouvernement de Catalogne, le club du Barça, et revendiquent une identité catalane affirmée. Au moment de leur victoire en Coupe d'Angleterre, le gouvernement catalan les a reçus officiellement alors que, côté français, seule une lettre du cabinet du Président de la république a été transmise à un treiziste pour encourager indirectement les catalans avant la finale. C'est d'ailleurs devant des banderoles réclamant l'Indépendance, que les Dragons joueront leur match de championnat au Camp Nou face à Wigan, quelques mois après en mai 2019.
La philatélie est également concernée par la culture treiziste, particulièrement dans l'hémisphère sud, où des timbres (parfois de très belle facture) sont émis dans les grandes nations treizistes que sont l'Australie, mais aussi la Papouasie-Nouvelle-Guinée.
Dans le domaine de la musique, la chanson de Tina Turner « The Best » est devenu emblématique du rugby à XIII australien, celui-ci l'ayant utilisée en appui d'une campagne de médiatisation au début des années 1990,. Au Royaume-Uni, le cantique Abide with me est devenu l'hymne informel du rugby à XIII . Il est chanté à l'occasion de la Coupe d'Angleterre et de la Coupe du monde.